# مذبحة الدوايمة
وقعت مجزرة الدوايمة في 29 أكتوبر عام 1948 خلال عملية يواف، التي نفذتها القوات الصهيونية من كتيبة الكوماندوز رقم 89 التابعة للجيش الإسرائيلي. تألفت الكتيبة من جنود خدموا في منظمتي شتيرن والإرجون. وهم هاجموا قرية الدوايمة بقيادة موشيه دايان وزير الدفاع لاحقا، أثناء الحرب العربية الإسرائيلية. لم تواجه القوات هناك سوى مقاومة قليلة لكنها قامت بتنفيذ مذبحة بحق أبناء القرية.
قدّر بيني موريس عدد القتلى بمئات الأشخاص. وقال الجنرال جون باغوت غلوب، القائد البريطاني للجيش العربي الأردني، أن العدد المعلن للقتلى أقل بكثير من الأرقام الحقيقية، مشيراً إلى تقرير الأمم المتحدة عن مقتل 30 امرأة وطفل. وأفاد تقرير لاحق قدّمه وفد من مؤتمر اللاجئين العرب إلى الأمم المتحدة «أن الفيلق العربي كان له مصلحة في تقليل عدد قتلى المذبحة، التي كانت حسب زعمه أسوأ من مذبحة دير ياسين، وكان ذلك من أجل تجنب مزيد من الذعر وهروب اللاجئين.» قدّر مختار القرية حسن محمد هديب، الذي شاهد المجزرة بنفسه ونجا منها، عدد القتلى بـ 145 شخصا.

## السياق التاريخي
في الحرب العالمية الأولى احتل البريطانيون فلسطين بعد نجاحهم في طرد العثمانيين. وأصبحت فلسطين رسمياً في عام 1922 تحت الانتداب البريطاني. استمر هذا الانتداب حتى عام 1948م، حيث أنهت بريطانيا انتدابها بهدف التمهيد لليهود من أجل إنشاء دولة خاصّة بهم، وهي دولة إسرائيل. تصاعدت الحرب في فلسطين، لكن تمكنت العصابات الصهيونية من الانتصار على العرب، وتمّ إعلان دولة إسرائيل على الأراضي الفلسطينيّة المحتلة. ارتكبت العصابات الصهيونية عشرات المجازر ضد الشعب الفلسطيني، تلا ذلك الطرد القسري لأكثر من ثلثي الشعب الفلسطيني من وطنه، وتدمير المئات من قراه.

## موقع القرية وعدد سكانها
تقع قرية الدوايمة على بعد حوالي 25 كم غربي مدينة الخليل وتحدها من الشمال بلدة بيت جبرين ومن الشمال الغربي قرية القبيبة ومن الجنوب والجنوب الشرقي بلدة دورا وخربها ومن الغرب منطقة بير السبع.
قدر عدد سكانها عام 1922م 2441 نسمة وازداد عدد سكانها إلى 3710 نسمات عام 1945. وفي عام 1948 م ارتفع عددهم إلى 4304 نسمة.

## تفاصيل المجزرة
في ظهيرة يوم جمعة التاسع والعشرين من تشرين الأول 1948، هاجمت كتيبة الكوماندوز 89 التي تألفت من أفراد عصابتي شتيرن والإرجون الصهيوينة قرية الدوايمة بقيادة موشيه دايان.
وسبق الهجوم قيام العصابات الصهيونية بالاحتشاد في قرية القبيبة منذ يوم الخميس 27 تشرين الأول، وحتى قبيل ظهيرة اليوم التالي. ثم اتجهت القوات شرقا إلى الدوايمة وبدأت هجومها على القرية من جهتها الغربية، ثم توزعت المصفحات وحاصرت القرية من الجهات كافة عدا الجانب الشرقي لدفع سكانها إلى مغادرة القرية تجاه إذنا وخرب قرية دورة القريبة. ثم بدأت عملية إطلاق النار،
وقام المستوطنون الصهاينة بتفتيش المنازل واحداً واحداً وقتلوا كل من وجدوه بها رجلاً أو امرأة أو طفلاً، كما نسفوا منزل مختار القرية. إلا أن أكثر الوقائع فظاعة كان قتل 75 شيخاً مسناً لجؤوا إلى مسجد القرية في صباح اليوم التالي وإبادة 35 عائلة فلسطينية كانت في إحدى المغارات تم حصدهم بنيران المدافع الرشاشة. وبينما تسلل بعض الأهالي لمنازلهم ثانية للنزول بالطعام والملابس جرى اصطيادهم وإبادتهم ونسف عدد من البيوت بمن فيها.

## النتيجة
تمكنت القوات الصهيونية من احتلال القرية بيتاً بيتا، ثم ارتكبوا مجزرة قتل فيها بحق أهاليها بمن فيهم الأطفال والنساء والشيوخ.
ثم جمعوا الجثث ودفنوها في قبور جماعية. وقد أصدرت إسرائيل أوامرها للتعتيم على المجزرة، ومنعت التحقيق فيها. فظلت تفاصيل وقائع المجزرة طي الكتمان إلى أن كشفت مراسلة صحيفة حداشوت الصهيونية خلال شهر سبتمبر عام 1984م تحقيقاً عنها، أي بعد نحو 36 سنة من حدوثها، وتطرقت فيها إلى تفاصيل المجزرة من خلال مقابلات التي اجرتها مع مختار القرية آنذاك، وقائد الفصيل في الوحدة المهاجمة، و«يعقوب اهروني» مسؤول المتفجرات في الكتيبة وآخرين.
وقال أحد قدامى السرية عن عدد الضحايا: «وفيما تشير تحقيقات الأمم المتحدة لوقوع مجزرة، إلا أن المراقبين عجزوا عن تحديد عدد ضحاياها، ولكن من المرجح أن 300 من المدنيين ذبحوا في البلدة».
أقام الصهاينة مستوطنة أماتسيا على أراضي قرية الدوايمة الفلسطينية المدمرة في عام 1955م.